# طبيب بيطري
الطبيب البيطري هو المختص في علاج وجراحة الحيوانات. شهادة الإجازة البيطرية هي شهادة محمية، تخول ممارسة طب وجراحة الحيوانات.
في الأساس مكون لعلاج الحيوانات الإنتاجية (أبقار، غنم، ماعز، إبل) في الأوساط الفلاحية وبهدف اقتصادي بحث، في الفترة بين 1945 م و 1974 م، أصبح الطلب متزايدا على الأطباء البيطريين لعلاج حيوانات المزرعة في الوسط الحضري.
دور الطبيب البيطري محوري بالنسبة للصحة البشرية: ودلك لتحكمهم بالأمراض المتنقلة إلى الإنسان بصفة مباشرة أو غير مباشرة والتي يمكن ان تكون خطيرة جدا، على سبيل المثال داء الكلب، البروسيلا، السل، انفلونزا الطيور،... إلخ وكذا بمراقبة المواد الغدائية ذات المنشئ الحيواني والتي تدخل في غداء الإنسان، وهم السباقون والمختصون في مراقبة الاغدية حيوانية المنشأ (عسل، حليب، بيض، لحم...)
في المملكة المتحدة على سبيل المثال كما في مناطق أخرى، لا يسمح بعلاج الحيوان إلا للأطباء البيطريين المسجلين (مع وجود استثناءات قليلة معينة لعمال الشبه البيطري)، ويعتبر من غير القانوني لأي شخص غير مسجل أن يدعي كونه طبيب بيطري.
يعمل معظم الأطباء البيطريين في المرافق الصحية على علاج الحيوانات مباشرة ويكون تدخلهم في الممارسات العامة وعلاج الحيوانات من جميع الأنواع.
قد يكون الطبيب البيطري متخصصاً في مجموعة معينة من الحيوانات مثل الحيوانات المنزلية المدللة والماشية وحيوانات الحديقة أو الخيول أو قد يتخصص في مبحث طبي ضيق مثل الجراحة، والأمراض الجلدية أو الطب الداخلي.
كما هو الحال مع المتخصصين في الرعاية الصحية البشرية، يواجه الأطباء البيطريين قرارات أخلاقية بشأن رعاية مرضاهم. تشمل المناقشات الحالية في إطار أخلاقيات المهنة العمليات التجميلية البحتة التي تجرى للحيوانات مثل نزع مخالب القطط وبتر الذيول وتقويم الآذان وتليين نباح الكلاب

## أصل التسمية
الاصح ان نقول الطبيب البيطري لأنه يقوم بالعلاج لفصائل الحيوان المختلفة فعندما نقول طبيب بشري مثلاً واضح أن النسب فيها إلى بشر ولكن عندما نقول طبيب بيطري فإلى من تكون النسبة؟[بحاجة لمصدر]
جاء في لسان العرب:
«البَطْرُ: الشَّقُّ؛ وبه سمي البَيْطارُ بَيْطاراً والبَطِيرُ والبَيْطَرُ والبَيْطارُ والبِيَطْرُ، مثل هِزَبْرٍ، والمُبَيْطِرُ، مُعالجُ الدوابِّ: من ذلك؛ قال الطرمّاح: يُساقِطُها تَتْرَى بِكُلِّ خَميلَةٍ، كبَزْغِ الِبيَطْرِ الثِّقْفِ رَهْصَ الكَوادِنِ ويروى البَطِير؛ وقال النابغة: شَكَّ الفَرِيصَةَ بالمِدْرَى فأَنْفَذَها *** طَعْنَ المُبَيْطِرِ إِذْ يَشْفِي مِنَ العَضَد المدرى هنا قرن الثور؛ يريد أَنه ضرب بقرنه فريصة الكلب وهي اللحمة التي تحت الكتف التي تُرْعَدُ منه ومن غيره فأَنفذها. والعَضَدُ: داء يأْخذ في العَضُد. وهو يُبَيْطِرُ الدواب أَي يعالجها، ومعالجته البَيْطَرَةُ.»
الصحاح في اللغة:
«وبَطَرْتُ الشيءَ أبطُرُهُ بَطْراً: شققْته؛ ومنه سُمِّيَ البَيْطارُ، وهو المُبَيْطِرُ. وربما قالوا بَيْطرٌ. وقال: شَقَّ البَيْطَرِ مِدْرَعَ الهُمامِ ومعالجته البَيْطرةُ.»

## التاريخ

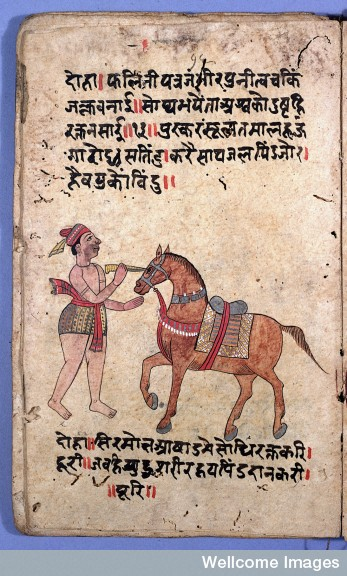
صفحة من مخطوطة شاليهوطرا تعود للقرن الثامن عشر، تعرض عملية عين على حصان.

### العصور القديمة
تعود أقدم آثار إستئناس الخيول إلى حوالي 3500 ق م (الأناضول) وهو ما مكن من التنقل نحو أراضي أكثر خصوبة وهي خطوة كبيرة نحو الأمام في التعامل مع الحيوان.
يعتبر الطبيب البيطري والحكيم الهندي القديم شاليهوطرا ابن حكيم البرهمن هاياغوشا (2350 ق.م) مؤسس العلوم البيطرية. وتشير نصوص قديمة لاحقة إلى طبيب الحيوانات وذلك وفقاً لـ بول جونجو إميري في كتابه أصول طب الحيوانات الأليفة وتأسيس التعليم البيطري حيث قال: 
قام أرسطو حوالي 300 ق م بكتابة موسوعة تتكلم عن طب الحيوانات (الأمراض معروفة بشكل جيد لكن مسبباتها تخمينية)، فأثناء الفترة اليونانية الرومانية مكنت ملاحظة الحيوانات من الوصف العيني لبعض الأمراض (الجرب، الكلب) وبعض المظاهر الفزيولوجية (الدورة النزوية) أو مشكلات تسببها حيوانات أخرى (الأفاعي). حاز الحصان المستأنس على مكانة رفيعة مقارنة ببافي الحيوانات (أهمية إقتصادية وفلاحية).
الإمبراطور البوذي أشوكا، أقام في 250 ق م اثنين من المصحات/المستشفيات: واحد للرجال وآخر للحيوانات وتم وصف أمراض الأفيال وكذلك علاجها النباتي.

إهتم الرومان بفضل فلاسفتهم وعلماء الزراعة عن قرب بالميكروبات والأمراض (رسالة في الفلاحة لـفارو 116 ق م الذي تكلم عن تربية الحيوان والأمراض)،. كتب فارو: 
تركت الحضارة المصرية آثارًا أخرى من خلال تمثيلات بيانية على المباني وورق البردي.

### ما بعد الميلاد

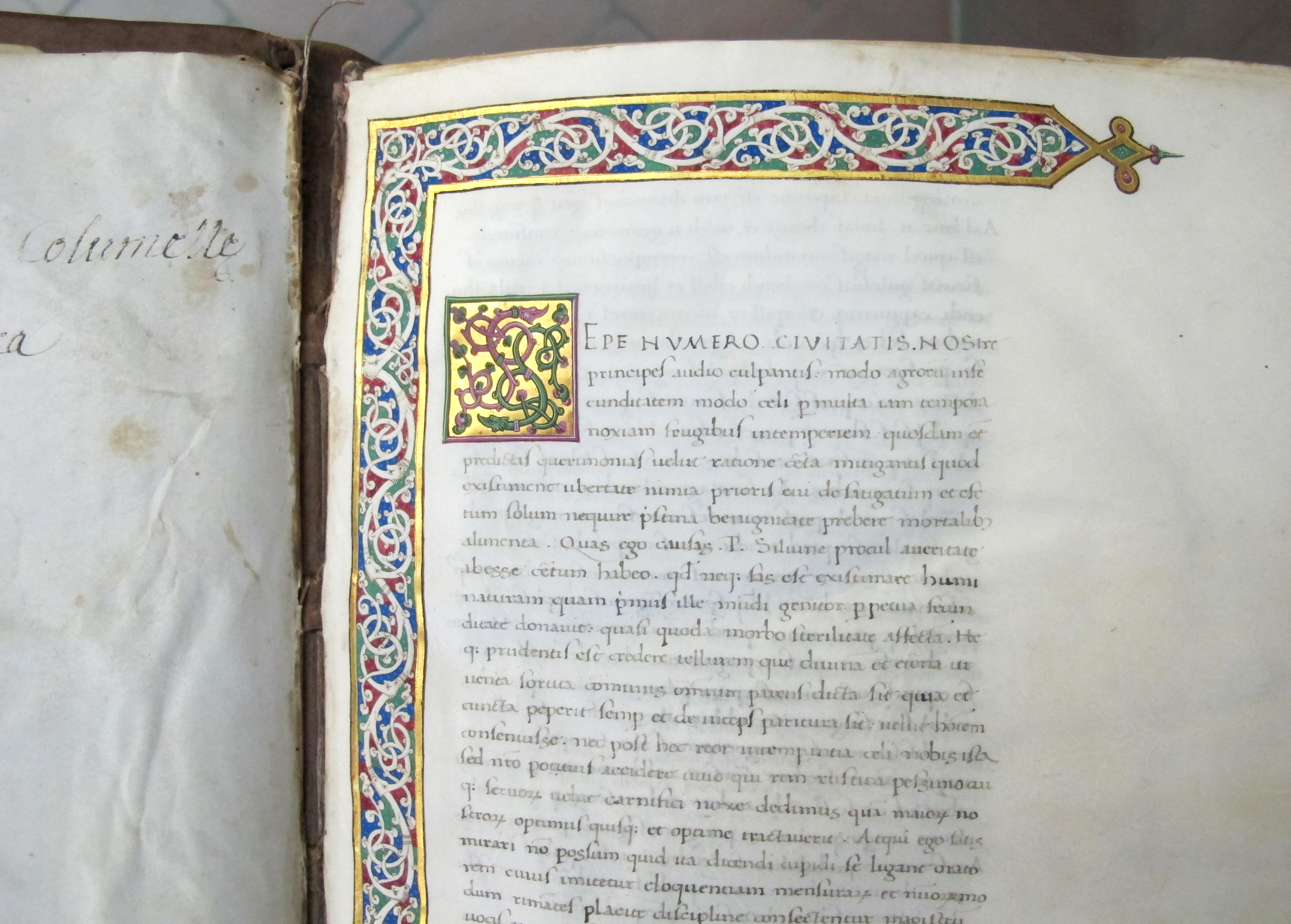
رو روستيكا لـكولوميل وهو مؤلفه الوحيد المتبقي وهو من 12 كتاب

وجدت شرعية الرعاية الصحية للحيوانات قطيعة منذ القرن الأول الميلادي مع انتشار المسيحية التي وضعت فرق بين الإنسان والحيوان باعتبار وجود روح خالدة في الإنسان وروح مادية في الحيوانات واعتبار أن قوة الله هي التي أوجبت الأمر.
تطرق كولوميل سنة 40 م في عمله رو روستيكا للطب الحيواني وبعدما استلمت الإمبراطورية البيزنطية التراث الأدبي والعلمي اليوناني-الروماني قام مهندسوها الزراعيون وخيالتها وأطبائها البيطريون بكتابت نصوص الهيبياتريكا.
قدم أبسيرت الذي كان طبيب بيطري في جيش قسطنطين العظيم سنه 300 م مساهمة كبيرة بفضل حديثه لأفراد الجيش عن رعاية الخيول، ليأتي هيروكليس فيما بعد بمعلومات عن الثروة الحيوانية والطب (فحص الأعراض) وذلك سنة 400 م.

### العصور الوسطى
إحتفظ شعبي الكلت والغالوق بنوع من أخلاقيات الرعاية الصحية للحيوان من خلال الرهبان ولكن لم يشهد العالم الغربي تطور في ميدان الطب البيطري خلال العصور الوسطى.
خلال الجاهلية، إهتم العرب برعي الماشية ولكن كانت لهم عناية خاصة بالإبل والخيل لأهميتها في الحرب والتجارة والنقل والفروسية والزينة من قبل السواس والمربين وقالوا فيها الشعر ونظموا النثر.

صفحة من مخطوط مختصر البيطرة لابن الأحنف

قال عنترة بن شداد في خيله:
وقد إشتهر العاص بن وائل كطبيب بيطري في الجاهلية وقيل أنه كان يعالج الخيل والأبل، وقد كان يستخدم طرق علاج الأمراض المعروفة حينها كالقطران للجرب.
ومع مجيئ الإسلام أوصى النبي محمد بالإحسان للحيوان في مأكله ومشربه ومن باب أولى صحته كمثل قوله:

### البيطرة خلال العصر الذهبي للحضارة الإسلامية
انكب المسلمون على دراسة كافة العلوم التي تركتها الأمم السابقة على الإسلام، ففي عهد الخلافة الأموية كان أكثر الاهتمام بالعلوم الشرعية والدينية ولم تحضى علوم البيطرة وطب الحيوانات بالاهتمام إلا مع مجيئ العباسيين بتنشيط الترجمة فترجمت كتب الروم وكتاب نقله إسحاق بن علي بن سليمان للفُرس وكتاب في البيطرة للفرس وكتاب في البيطرة للروم بالإضافة إلى ترجمة أعمال أشهر وأهم علماء اليونان والرومان مثل أبقراط وأرسطوطاليس هرمس وجالينيوس الذين أهتموا بالتصنيف للحيوان في العصور القديمة.
ولقد ظهر في هذا العصر (الخلافة العباسية) تصانيف كثيرة للحيوان والبيطرة مثل كتاب الحيوان للجاحظ كتاب علم الحيوان لأبو الحسن علي بن محمد بن شقيب المدائني وكتاب الإبل والخيل وكتاب الطير واللبأ واللبن لأحمد الباهلي أبو النصر وكتاب في الخيل لعبد الله بن مسلم الدينوري المعروف بابن قتيبة وكتاب الخيل والبيطرة ليعقوب الكندي أبو يوسف، ومنهم من اشتهر بالتخصص في البيطرة مثل أحمد بن الأحنف ومن آثاره مختصر البيطرة وأبو حزام الحنبلي ومن آثاره الفروسية والبيطرة، ومنهم من اشتهر بالطب مثل ابن سينا ومن آثاره الحيوان.

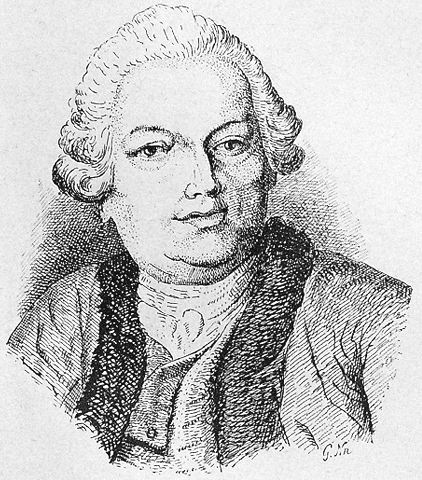
كلود بورجيلا

فيما بعد أصبح يرافق الجيش العباسي في عصر القوة مستشفى ميداني يجمع العديد من الأطباء والممرضين وكانوا مزودين بالأدوية المختلفة ونقالات للجرحى، وكان معهم جنبًا إلى جنب البياطرة والمضمدون، كما توجب على الفارس أن يكون عارفًا بالخيل وبشيء من البيطرة إلى جانب معرفته بالفروسية وأساليب القتال.

### العصر الحديث
كما أسلفنا، تطور الطب البيطري بتعاقب الحضارات الإنسانية حيث استفادت كل واحدة من سابقاتها ومع ظهور بوادر النهضة في أوروبا والعالم الغربي، كتب علماء الهيبولوجيا كتب لم يكن من السهل لعامة الناس الوصول إليها (مفاهيم حول الخيول) ومارس الحدادون في نفس الوقت الرعاية الأساسية للخيول في الريف. ظهرت طرق علاجية أكثر فعالية بالإضافة إلى كتب جدية ما يشير إلى دخول الطب البيطري المجال العلمي الحديث.
تم تأسيس أول مدرسة للطب البيطري في ليون الفرنسية عام 1762 من قبل كلود بورجيلا. وفقاً للوبتون فإن ملاحظة الآثار الوخيمة التي سببها طاعون البقر للمزارعين الفرنسيين قام بورجيلا بتسخير وقته لاستخراج دواء، لتتوج أعماله في الأخير بتأسيس مدرسة للطب البيطري في ليون عام 1762 ومنها قام بتوزيع الطلبة لمكافحة المرض وخلال زمن قياسي تم القضاء على الطاعون واستعادت القطعان عافيتها من خلال المساعدة التي قدمت للفلاحين بواسطة الطب البيطري. كما في ليون كان بورجيلا المبادر لإنشاء مدرسة ألفورت عام 1765. وقد اجتذب نجاح هذه المدارس الطلاب الأجانب. ومنذ ذلك الحين ظهرت مدارس أخرى في جميع أنحاء العالم، مثل كوبنهاغن في 1773 وفيينا في 1777 وبودابست في 1786 ولندن  وميلان في 1791.

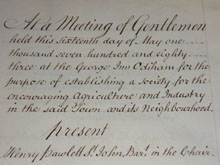
دقائق اتخذت في تأسيس مجتمع أوديهام الفلاحي، التي لعبت دورًا محوريًا في تأسيس المهنة البيطرية في إنجلترا.

تم تأسيس مجتمع أوديهام الفلاحي عام 1783 في إنجلترا لدعم الفلاحة والصناعة، ولعب دور مهم في التأسيس لمهنة البيطري في بريطانيا. قرر اجتماع الجمعية عام 1785 «تعزيز دراسة تنعيل الدواب على المبادئ العلمية العقلانية».
وقد تحقق إضفاء الطابع المهني على مهنة البيطري في عام 1790، من خلال حملة جرانفيل بن، التي أقنعت الفرنسي بنوا فيال دي سانت بيل لقبول الاستاذية بالكلية البيطرية حديثة المنشأة في لندن. تأسست الكلية الملكية للجراحين البيطريين بموجب الميثاق الملكي في عام 1844.
وقد جائت العلوم البيطرية في أواخر القرن التاسع عشر بمساهمات ملحوظة بفضل السير جون ماكفاديان والذي يرجع له الفضل في العديد منها فاعتبر مؤسس الأبحاث البيطرية الحديثة.

## التكوين

### مقارنة المناهج مع الطب البشري

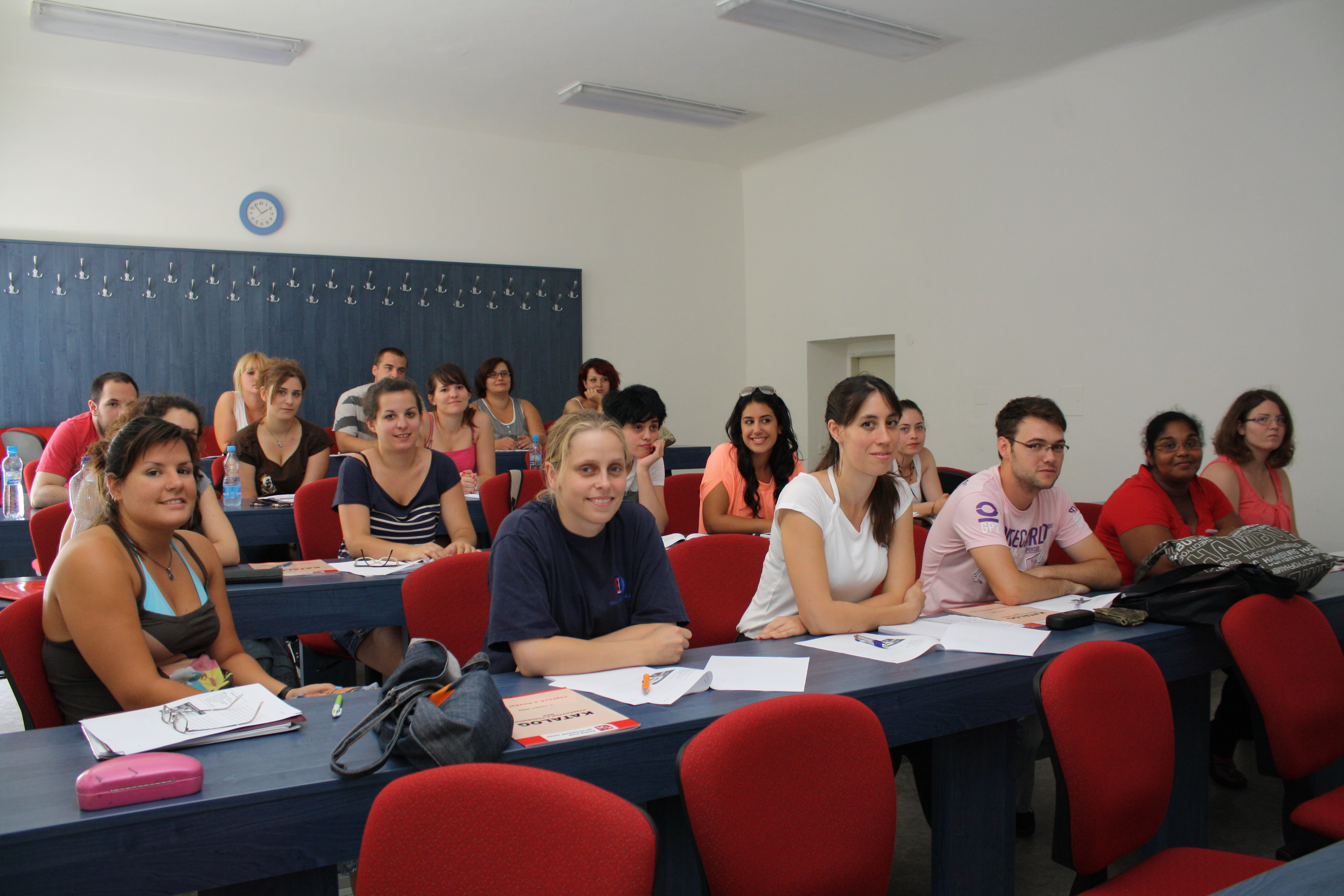
التعليم البيطري في جمهورية التشيك

يتشابه المنهج الدراسي لأول سنتين في كل من كليات الطب البيطري والطب البشري في أسماء المقررات، ولكن في مقررات معينة هناك اختلاف نسبي في المحتوى. بشكل عام كلما كان مجال العلوم أكثر أساسية كان التشابه أكبر (على سبيل المثال: الكيمياء الحيوية، الفيزياء الحيوية، بيولوجيا الخلية، الخ). فيما بعد عندما تصبح المقررات أكثر توجهاً سريرياً، تظهر اختلافات أكثر أهمية، حيث تكون بعض الأشياء مختلفة تمامًا، وأشياء أخرى متشابهة. وبالمقارنة فإن المنهج الدراسي الأول الذي يستغرق سنتين يشمل عادة الكيمياء الحيوية وعلم وظائف الأعضاء وعلم الأنسجة وعلم التشريح وعلم الأدوية وعلم الأحياء المجهرية وعلم الأوبئة وعلم الأمراض وأمراض الدم.
بعض مدارس الطب البيطري تدرس نفس الكيمياء الحيوية وعلم الأنسجة وعلم الأحياء المجهرية ككليات الطب البشري مع استكمال محتوى المقررات بشكل كبير ليشمل الأمراض الحيوانية والاختلافات النوعية. تم تدريب العديد من الأطباء البيطريين في علم الصيدلة باستخدام نفس الكتب المدرسية كأطباء بشريين لكن مع تطور علم الصيدلة البيطرية أصبحت المزيد من المدارس البيطرية تستخدم كتب علم الصيدلة المكتوبة خصيصًا للأطباء البيطريين. يعتبر علم وظائف الأعضاء وعلم تشريح الحيوان وعلم الأنسجة البيطرية معقدة نظراً للاختلافات بين الأنواع الحيوانية، لكن علم الأحياء الدقيقة وعلم الفيروسات البيطريين يتشارك نفس الأساس التي يقوم عليها نظيريهما البشريين لكن بأعراض مختلفة اختلافًا كبيرًا.
تركز الوبائيات على صحة القطيع والوقاية من الأمراض التي ينقلها والأمراض الحيوانية الأجنبية. تعدد الأنواع وأنظمة الأعضاء يجعل علم الأمراض البيطرية معقداً جداً لذلك فلمعظم المدارس البيطرية مقررات للحيوانات الصغيرة والكبيرة والتغذية الحيوانية وغالبا ما تؤخذ على أنها اختيارية في السنوات السريرية أو كجزء من المناهج الدراسية الأساسية في العامين الأولين.
المناهج الدراسية للسنتين الأخيرتين للطب والبيطرة تتشابه فقط في توجهها السريري. يجب أن يكون طالب الطب البيطري على أتم الاستعداد ليكون طبيبًا للحيوانات يعمل بكامل طاقته في يوم التخرج وهو متخصص في كل من الجراحة والطب في حين أن معظم الأطباء البشريين في الولايات المتحدة يكملون 3 إلى 5 سنوات في الإقامة بعد الدكتوراه قبل التمكن من ممارسة الطب بشكل مستقل، عادة من أجل التخصص البيطري يقوم العديد من الأطباء البيطريين أيضاً بإكمال الإقامة بعد الدكتوراه ولكن هذا الأمر ليس شائعاً كما هو في الطب البشري.
في السنوات الأخيرة، تم تكييف المناهج الدراسية في الطب البشري والطب البيطري على حد سواء بهدف دمج التدريس القائم على الكفاءة. وعلاوة على ذلك، تم الاعتراف بأهمية ملاحظات المدرسين النظامية المؤسسية وأدوات مثل بطاقات اللقاء السريرية التي يجري تنفيذها في التعليم البيطري السريري.

### تخصصات البيطريين

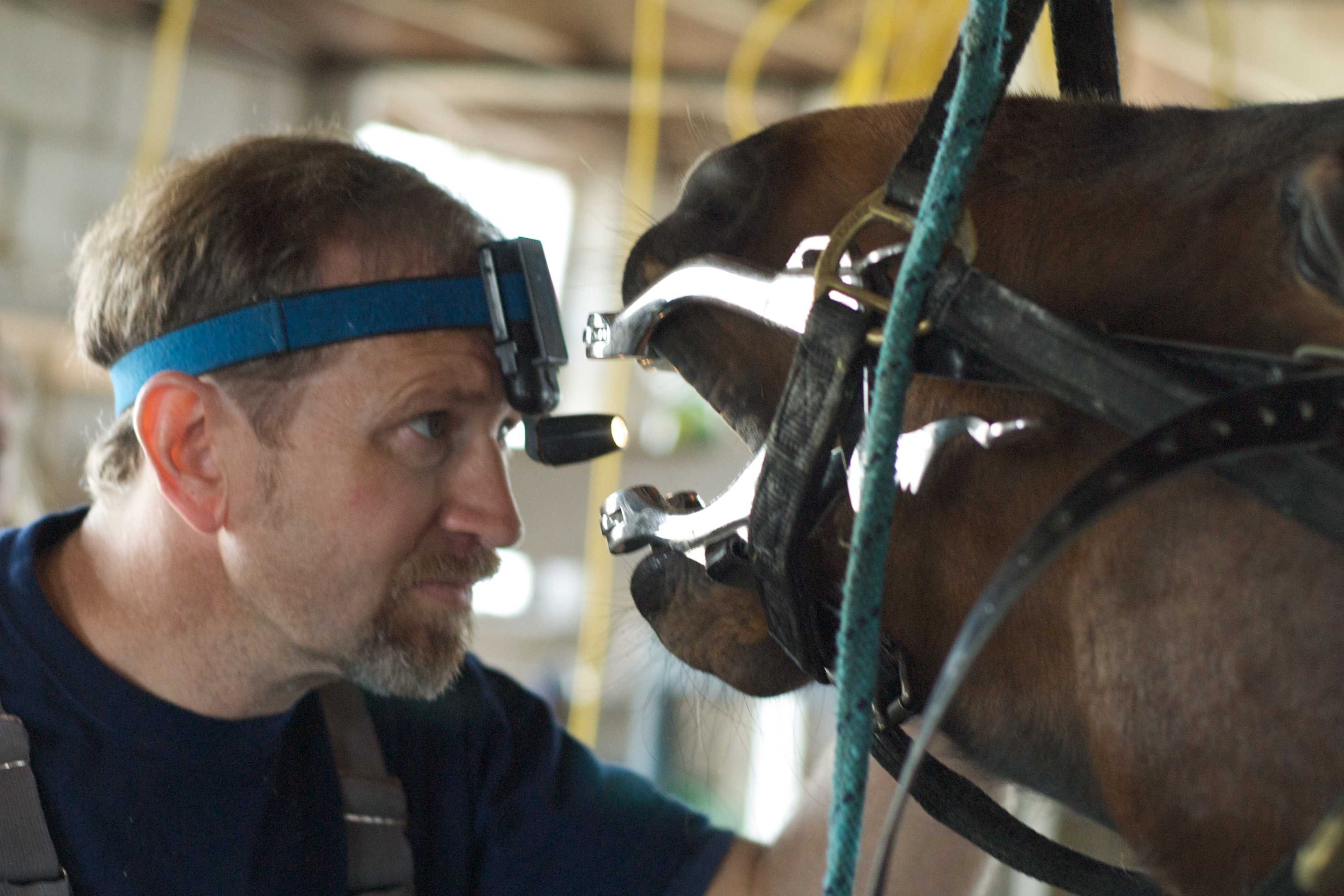
طبيب أسنان بيطري يفحص حصاناً

تتطلب معظم التخصصات تدريبًا لمدة عام واحد أو عامين من الممارسة السريرية قبل البدء في الإقامة لمدة تتراوح بين 3 و 4 سنوات، تتطلب معظم التخصصات من المقيم تقديم مساهمة أكاديمية غالباً في شكل منشور علمي من أجل التأهل لامتحان الشهادة.
القبول أو الدخول في برنامج الإقامة المتخصصة في الطب البيطري تنافسي للغاية في الولايات المتحدة وكندا إذ يحتاج الطبيب البيطري إلى إكمال تدريب لمدة عام واحد أو الحصول على خبرة سريرية لمدة عامين في بعض برامج الإقامة.
يمكن استشارة أخصائي بيطري عندما تتطلب حالة حيوان رعاية متخصصة تتجاوز بكثير ما يمكن أن يقدمه طبيب بيطري عام، فالعديد من الأطباء البيطريين المتخصصين يتطلبون إحالة لكي يتم رؤيتهم، بعد العلاج، يظل أخصائي الطب البيطري على اتصال وثيق مع الطبيب البيطري الذي أحال إليه الحيوان لتقديم اقتراحات واستشارات علاجية مستمرة، يمكن للأطباء البيطريين الأخصائيين أن يكسبوا مادياً ضعفين إلى ثلاث أضعاف أكثر من الأطباء البيطريين العامين.

## العمل

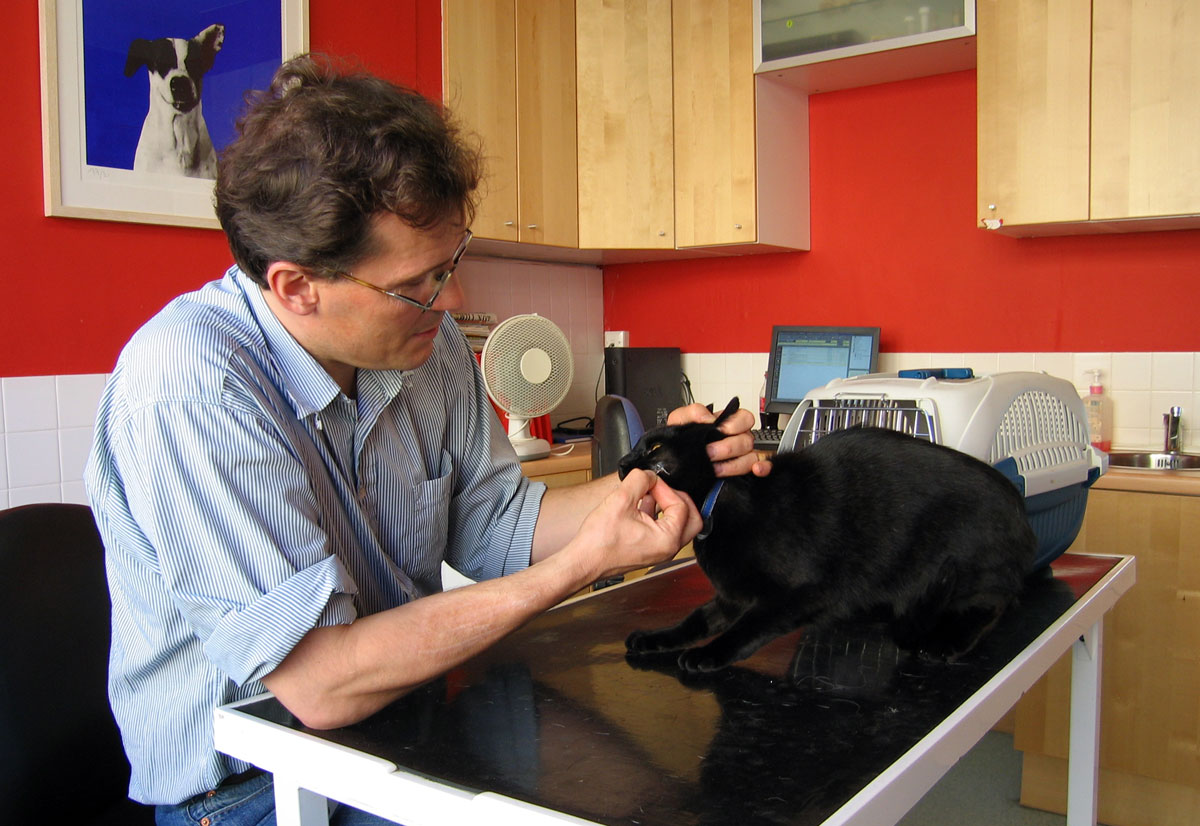
طبيب بيطري يعالج قطًا

الأطباء البيطريين يعالجون أمراض وإصابات الحيوانات وتشمل التشخيص والعلاج والرعاية اللاحقة. إن نطاق ممارسة الطبيب البيطري في تخصصه وخبرته سيحدد بدقة ماهية التدخلات التي يؤدونها، ولكن معظمهم قادر على إجراء العمليات الجراحية (لمختلف التعقيدات).
على عكس الطب البشري، يجب على الأطباء البيطريين الاعتماد في المقام الأول على العلامات السريرية والحقلية، لأن الحيوانات غير قادرة على نطق الأعراض مثل الإنسان. في بعض الحالات، قد يتمكن المالكون من تقديم السيرة المرضية التي تمكن الطبيب البيطري بالإضافة للملاحظات ونتائج الاختبارات التشخيصية ذات الصلة مثل التصوير الشعاعي والتصوير المقطعي والتصوير بالرنين المغناطيسي وتحليل الدم وتحليل البول وغيرها.
يقول المتنبي في مرض الحيوان وعدم قدرته على شكوى آلامه ممثلاً إياه في الخيل:
كما هو الحال مع الطب البشري فإن الكثير من العمل البيطري يعنى بالعلاج الوقائي، من أجل التحصين في المستقبل وتشمل التطعيم ضد الأمراض الحيوانية الشائعة مثل داء الكلب ووقايةالأسنان لتثبيط أو منع أمراض الأسنان، وقد يشمل العلاج الوقائي أيضًا تدريب المالك لتجنب التعقيدات الطبية أو السلوكية المستقبلية للحيوان. بالإضافة إلى ذلك الأطباء البيطريين لديهم أدوار هامة في الصحة العامة والوقاية من الأمراض الحيوانية المنشأ.
تكوين الطبيب البيطري يمنحه مجال واسع من المجالات التي يمكن أن يمارس فيها نشاطه، حيث يمكنه التدخل في إطار الطب العام بالمناطق الريفية على حيوانات المزرعة أو في المناطق الحضرية على الحيوانات الأليفة وأحيانًا في البيئتين معاً وقد يكون لدى البعض مهارات تتعلق بالحيوانات الأليفة الجديدة.

### العمل المستقر والمتنقل

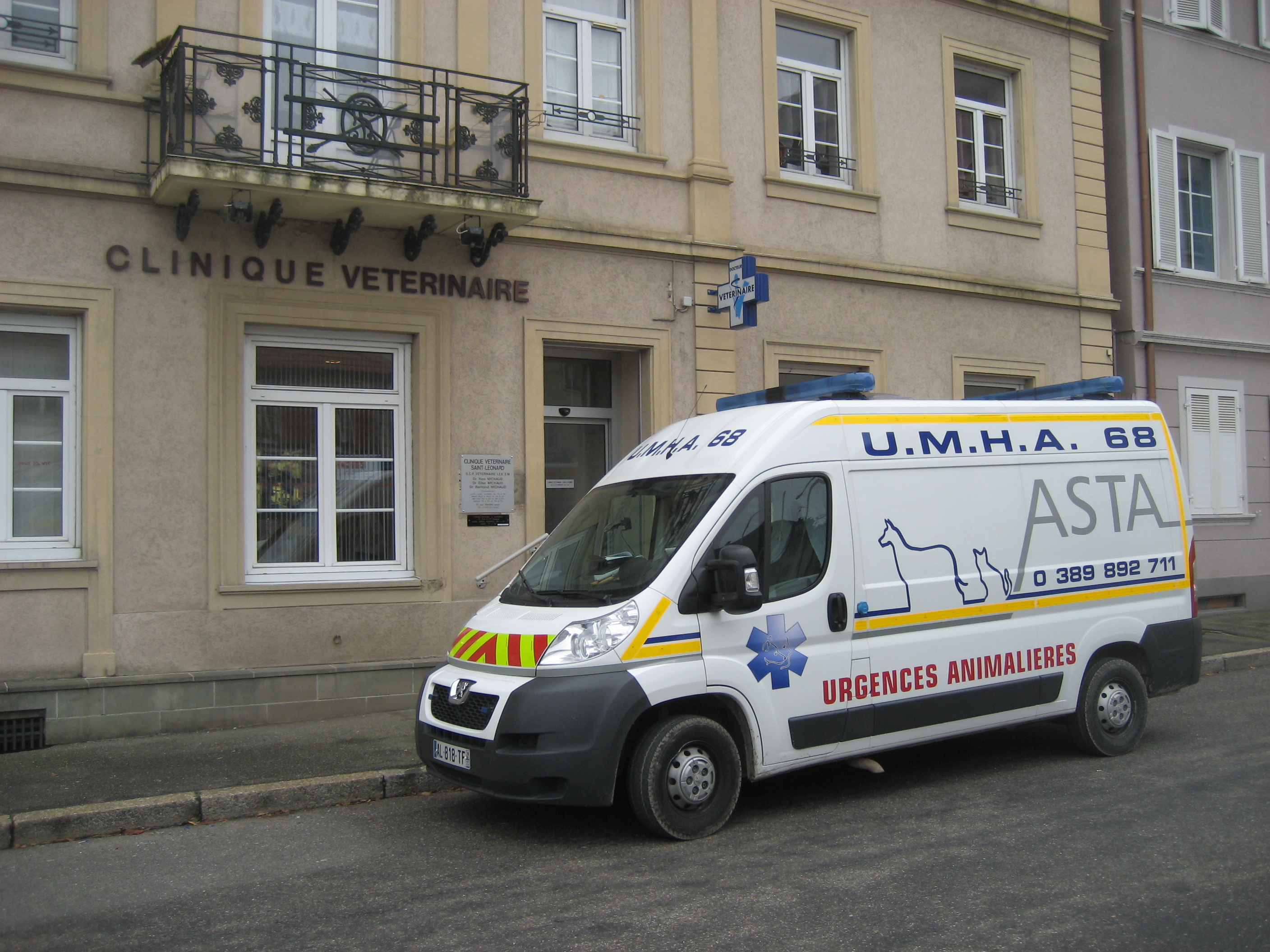
عيادة بيطرية مستقرة وأخرى متنقلة (إسعاف)

بعض مزايا الممارسة البيطرية المتنقلة على القياسية (المستقرة) هي تكاليف البدء والتشغيل. فالممارسة المتنقلة أقل تكلفة بكثير من فتح عيادة. يمكن أن يكلف إنشاء عيادة بالشكل التقليدي ما يزيد عن 1,000,000 دولار أو أكثر للمعدات واللوازم الجراحية في حين يمكن للطبيب البيطري المتنقل أن يعمل بمبلغ منخفض يتراوح بين 3000 دولار إلى حوالي 250,000 دولار لهيكل مركبة بيطري مجهز بالكامل ومبني خصيصًا.
تمثل مميزات العيادات المتنقلة بالنسبة لمالكي الحيوانات الأليفة قلق أقل لحيواناتهم وكذا خطر انتقال المرض وعدم وجود حيوانات أليفة أخرى مع نفس تكلفة العيادة المستقرة، إن الحاجة إلى حمل حيوان أليف أو وضعه في حاملة لنقله إلى العيادة يمكن أن يكون مرهقاً للحيوان، أثبتت دراسة أجريت عام 2015 ونشرت في مجلة الجمعية الطبية البيطرية الأمريكية أن قراءات ضغط الدم ومعدلات النبض ومعدلات حرارة الجسم زادت بنسبة 11-16٪ عند إجراء تلك القراءات في العيادة مقابل المنزل.

## التأثير على الطب البشري
بعض الأطباء البيطريين تابعوا تكوينهم بعد التخرج ودخلوا المجال البحثي وأسهموا في تقدم العديد من المجالات الطبية والبيطرية بما في ذلك علم الصيدلة وعلم الأوبئة، كان الأطباء البيطريون الباحثون أول من عزل الفيروسات الورمية، وأنواع السالمونيلا وأنواع البروسيلا والعديد من العوامل الممرضة الأخرى.
كان الأطباء البيطريون في طليعة الجهود الرامية لقمع الملاريا والحمى الصفراء في الولايات المتحدة، تعرف الأطباء البيطريون على العامل المسبّب لمرض التسمم السجقي وأنتجوا مضاد للتخثر يستخدم لعلاج أمراض القلب البشري وطوّروا تقنيات جراحية للبشر مثل استبدال مفصل الورك وزرع الأعضاء ونقل الأعضاء.

## الأخطاء الطبية البيطرية
في الولايات المتحدة حتى النصف الأخير من القرن 20 لم يكن مصطلح خطأ مهني (خطأ طبي بيطري) ينطبق على الأطباء البيطريين (حتى اليوم في بعض الولايات لا يندرج الطب البيطري في قانون الأخطاء المهنية). بما أن قيمة الحيوانات المتعرضة لأخطاء مهنية تزيد مقارنة بالقيمة السوقية العادية فمن المتوقع أن يزيد عدد قضايا الأخطاء المهنية المرفوعة ضد البيطريين. مؤخراً أصبح الطب البيطري مدرج ضمن قائمة أغلب الولايات للأخطاء المهنية.
الخطأ المهني البيطري هو فشل الطبيب البيطري في أداء الخدمة وفقا لمعايير الرعاية الصحية، ويقصد بالمعايير ما سوف يفعله المهنيون الآخرون الذين يقعون أمام حالة مماثلة جغرافيا وضمن مجال التخصص نفسه في ظل الظروف نفسها. على سبيل المثال: إذا أخذت كلبك إلى طبيب بيطري، وكان كلبك قد عضه حيوان آخر وكان مستوى الرعاية يتطلب من الطبيب البيطري إعطاء كلبك لقاحًا معينًا، وأصبح الكلب مريضًا في وقت لاحق أو توفي نتيجة عدم إعطاء اللقاح من قبل البيطري، فسيكون الطبيب البيطري مسؤولا عن جميع الخسائر والأضرار الناتجة ويمكن ملاحقته بذلك.
الخطأ المهني البيطري يحدث في مجموعة متنوعة من الحالات مثل:
- التأخير أو الفشل في تشخيص المرض.
- التوقف عن العلاج بينما يحتاج الحيوان الأليف إلى إستمراريته.
- الحوادث الجراحية أو التخديرية المتعلقة بالعمليات.
- عدم الحصول على «موافقة واضحة» من مالك الحيوان الأليف لإجراء عملية جراحية أو إجراء جراحي، أي عدم الإفصاح لصاحب الحيوان الأليف عن المخاطر المرتبطة بالإجراء الجراحي.
- الفشل في علاج المرض بشكل صحيح بعد إجراء التشخيص الصحيح.
- سوء استخدام الأدوية أو الأجهزة الطبية أو الزروع.

دليل إثبات الخطأ المهني البيطري لمالك الحيوان من أجل استرداد الأضرار التي لحقت بحيوانه من قبل الطبيب البيطري، يجب على المالك إثبات إما:
- واجب الرعاية: يثبت ذلك عادة بإظهار قبول الطبيب البيطري مسؤولية علاج الحيوان.
- الإهمال: الإهمال المهني هو فشل الطبيب البيطري في القيام بشيء ما كان ينبغي القيام به تماشيا مع الممارسات البيطرية الجيدة والمقبولة أو عدم القيام بشيء كان ينبغي عدم القيام به تماشيا مع الممارسات البيطرية الجيدة والمقبولة.
- السبب المباشر: هو مفهوم قانوني يعني أن يكون إهمال الطبيب البيطري تسبب مباشرة في إصابة صاحب الحيوان بالضرر (مثل فقدان الحيوان الأليف).
- الأضرار: ضرر لمالك الحيوان الأليف وبتطلب ذلك دليلا على سوء الممارسة البيطرية عن طريق شهادة خبراء بيطريين، يجب على الطبيب البيطري الخبير أن يشهد على أن الإصابات ربما لم تكن لتحدث إذا تم اتباع ممارسات بيطرية سليمة.

## إنتقادات
تساهم المهنة البيطرية في النضوب الوراثي للكلاب، وقد أثار العديد من المعلقين مخاوفهم بشأن دور الأطباء البيطريين في مساعدة التهديدات الصحية، خاصة فيما يتعلق بسلالات الكلاب. وقد توصل كوهاريك أرمان (2007) إلى الاستنتاج التالي على سبيل المثال:

## البيطري في الثقافة الشعبية

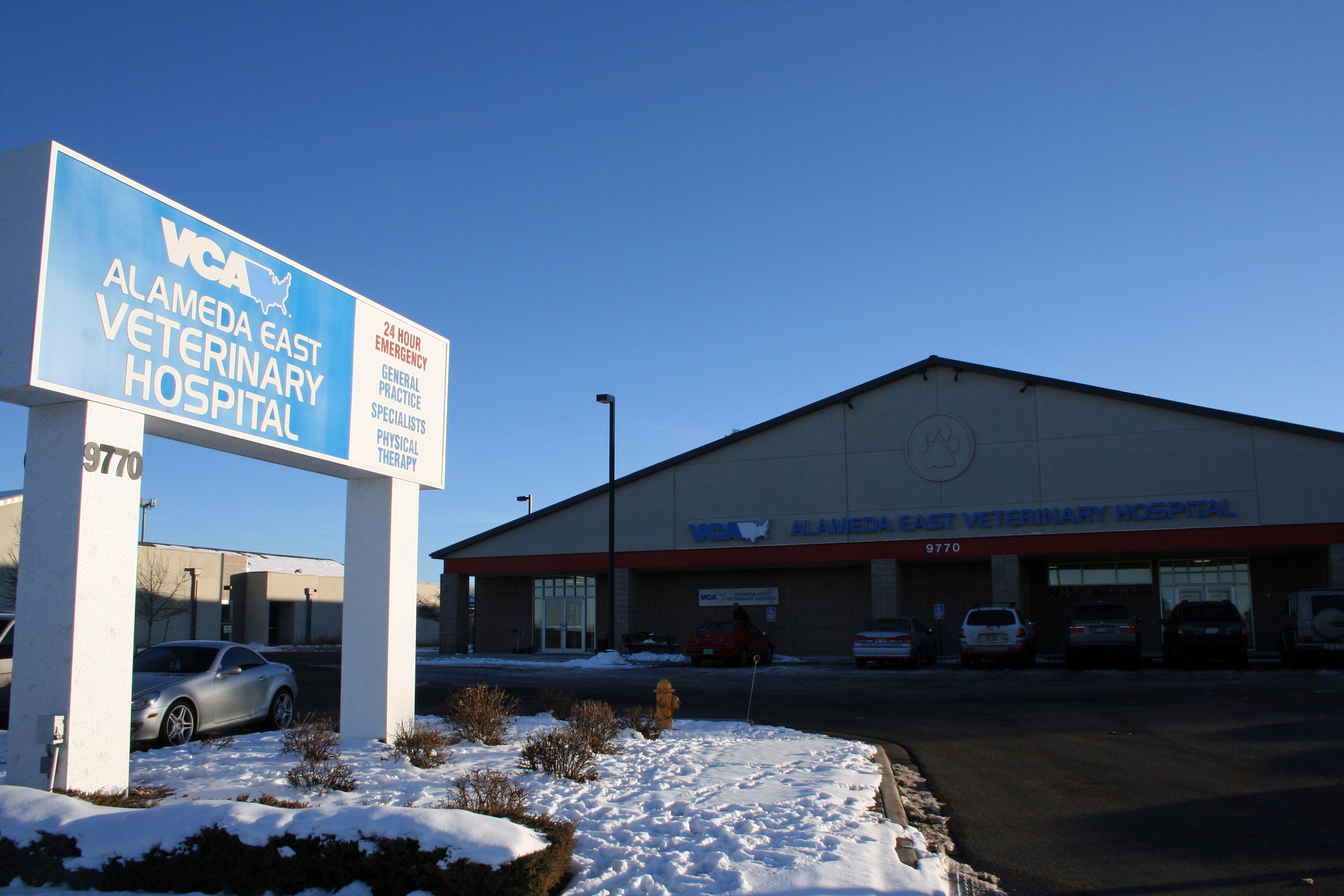
المدخل الرئيسي لمستشفى ألاميدا البيطري الشرقي

تلفزيونات الواقع التي عرضت الأطباء البيطريين:
- متدربوا الإستعجالات البيطرية (1998-2002)، وهو عرض أميركي تم تصويره في مستشفى ألاميدا البيطري الشرقي في دنفر، كولورادو.
- أطباء الطوارء البيطريون تم تصويره في مستشفى ألاميدا البيطري الشرقي في دنفر، كولورادو.
- بيطريون مبتدئون (2005)، ويضم الطلاب في جامعة ماسي في نيوزيلندا.
- مدرسة البيطرة الخصوصية (2001)، يتابع الطلاب في كلية الطب البيطري في جامعة ميشيغان في الولايات المتحدة.
- بيطريون في العمل (1997-2002) ، سلسلة بريطانية.

الأعمال الخيالية التي تضم طبيب بيطري كبطل رئيسي تشمل:
- سلسلة جيمس هيريوت من الكتب التي تحتوي على قصص خيالية عن حياته المهنية كطبيب بيطري لحيوانات المزرعة في إنجلترا، والذي تم اقتباسه كمسلسل تلفزيوني بعنوان كل المخلوقات الكبيرة والصغيرة لهيئة الإذاعة البريطانية.
- حيوات توماسينا الثلاثة حول أندرو ماكدوي، طبيب بيطري في إحدى القرى في اسكتلندا.
- سلسلة كتب الأطفال دكتور دوليتل والتي تم تحويلها مرتين إلى أفلام، دكتور دوليتلي (1967) ، ودكتور دولتلي (1998).
- فيلم بيتهوفن، يضم الطبيب البيطري الشرير الدكتور هيرمان فارنيك.